# The Pusher
The Pusher (Layer Cake) è un film del 2004 di Matthew Vaughn, interpretato da Daniel Craig.
Il film è tratto dal romanzo L'ultima partita di J. J. Connolly, ed è stato adattato per il grande schermo dallo stesso autore.

## Trama
Londra. XXXX (il suo nome non viene mai rivelato) è un abile spacciatore il quale, dopo tanti anni di lavoro, ha deciso di smettere con questo mestiere ed è ora intenzionato a godersi il cospicuo gruzzolo di denaro che col tempo ha messo da parte. Prima di poter dire basta, il suo capo gli affida due ultimi lavori da portare a termine: trattare una partita di pastiglie di ecstasy con "Il Duca", un piccolo ma arrogante boss di quartiere, e ritrovare Charlotte, la figlia di un suo caro amico, fuggita di casa con il tossicodipendente Kinky. Cercando di portare a termine questi due compiti, XXXX si rende conto che uscire dal giro non è così semplice come aveva inizialmente previsto.

## Distribuzione
La pellicola è uscita nelle sale italiane il 10 giugno 2005.